# Palystes convexus
Palystes convexus är en spindelart som beskrevs av Embrik Strand 1907. Palystes convexus ingår i släktet Palystes och familjen jättekrabbspindlar.
Artens utbredningsområde är Madagaskar. Inga underarter finns listade i Catalogue of Life.